# Krutån
Krutån (Krutåga), vattendrag i Norge som rinner ut ur Krutvatnet(no) på vägen mellan Tärnaby och Hattfjelldal.
Ån har skurit ner sig i det kalk- och skifferrika landskapet och rinner ravinartat och forsrikt ner till Norges näst största insjö Røssvatnet. Öring och röding är de fiskarter som kan påträffas i detta vattendrag och, det finns faktiskt fina flugfiskesträckor i ån.
Norska statens kort gäller i de övre delarna, men ån övergår i privat ägo för inloppet i Røssvatnet.